# جدیده
جدیده، روستایی است از توابع بخش مرکزی شهرستان خرمشهر در استان خوزستان ایران.که ای روستا از بهترین روستاهای جنوبی خرمشهر می باشد

## جمعیت
این روستا در دهستان حومه غربی  قرار داشته و براساس آخرین سرشماری مرکز آمار ایران که در سال ۱۳۸۵ صورت گرفته، جمعیت آن  ۳۱۸۹نفر (۶۳۳خانوار) بوده‌است.